# 오디세이 새벽 작전
오디세이 새벽 작전(영어: Operation Odyssey Dawn)은 2011년 3월 20일, 국제 연합 평화유지군의 작전의 일환으로 미국이 리비아를 공습한 작전이다. 민간인을 포함해 총 48명이 사망하고, 150명이 부상당한 것으로 알려졌다.

## 배경
튀니지의 재스민 혁명을 시작으로 이집트의 권력자 호스니 무바라크가 물러나는 등 크게 확산된 중동의 민주화 열기는 리비아의 카다피 정권에도 영향을 주어 벵가지를 시작으로 반정부 시위가 점차 퍼지게 되었다. 그러자 카다피 정권은 이를 무력으로 탄압하면서 유혈 사태로 번지게 되었다. 결국 내전 양상으로 번지며 과도정부가 수립되고 카다피 정권은 축출되는 듯 했으나 카다피 정권이 이에 반격에 나서 주요 거점들을 장악하였다.
한편 국제 연합 (UN) 은 안보리 결의에서 비행금지구역 설정을 결의하였고 이에 프랑스 및 영국은 군사개입 가능성을 시사하였다.
그러자 카다피 정권은 정전을 선포하여 사태가 마무리되는 듯 하였으나, 카다피 친위대가 정전 선언을 어기고 반정부 세력의 본거지인 벵가지로 진격하자 이에 미국과 영국 및 프랑스는 다국적군을 결성하여 마침내 크루즈 미사일 발사를 시작으로 주요 군사 시설 등에 공격을 시작하였다.

## 원인
튀니지에서 재스민 혁명이 성공한 이래, 민주주의 혁명의 불길이 이집트로 번져, 호스니 무바라크가 퇴진했다. 이어서 리비아에서도 무아마르 카다피의 퇴진을 요구하는 무장봉기가 일어났는데, 카다피가 반정부 시위를 벌이는 반군들을 상당수 죽였고 이 과정에서 민간인도 희생됐다.
민간인에 대한 학살은 로마협약 제7조 반인도적 범죄에 해당하며, 유엔 안보리는 카다피측에 반인도적 범죄를 당장 멈추라고 규탄하면서 유엔헌장 제41조 비군사적(경제적) 제재 결의(유엔 안보리 결의 제1970호)를 하였고, 2011년 3월 18일 유엔헌장 제42조 군사적 제재 결의(유엔 안보리 결의 제1973호)를 하기에 이르렀다.
리비아는 로마협약에 가입하지 않았지만, 비가입국에 대해서도 유엔 안보리가 결의하면 ICC에 관할권이 생긴다.
유엔 안보리의 유엔헌장 제42조 군사적 제재 결의에 의한 연합군의 침공은 1991년 걸프 전쟁 이후 20년만이다. 이번 42조 결의에는, 상임이사국인 중화인민공화국과 러시아가 거부권을 행사하지 않고 기권을 했다.

## 작전 경과

##### 3월 19일
첫 군사작전은 오후 6시 45분경 프랑스 공군의 공습으로 시작되었다. 프랑스 공군의 라팔, 미라주 전투기는 반군이 점령하고 있는 벵가지 상공에서 리비아 군의 탱크와 군용차량을 공격했다. 프랑스 공군의 공격에 뒤이어 미국과 영국은 지중해에 배치한 구축함에서 124발의 토마호크 크루즈 미사일을 발사해 리비아 트리폴리 근처의 주요 방공망을 타격했다. 다국적군은 20일 오전 트리폴리 공습도 감행했다. 일부 폭탄이 카다피의 관저인 바브 알아자지야 근처에 떨어졌다. 리비아의 국영TV는 이 공습을 통해 최소 200여명의 사상자가 발생했다고 밝혔다.

##### 3월 20일
트리폴리에서 다국적군은 2차 공습을 재개했다. 2차 공습은 영국군의 선봉으로 시작됐다. 존 로리머 영국군 소장의 이메일 성명에 의하면 영국 트라팔가급 잠수함에서 토마호크를 발사했다. 미국은 3대의 스텔스 B-2 스피릿 폭격기를 포함해 F15와 F16등 모두 19대의 전폭기를 투입하여 공습에 나섰다. 미국은 B-2 스피릿 폭격기를 이용하여 리비아 공군활주로에 40발의 폭탄을 투하 하였다. 프랑스 공군의 전투기 편대에 카타르의 공군기 4대가 공습에 참여 하기도 했다. 덴마크의 F-16 전투가 4대가 이탈리아 시칠리아 공군기지에서 리비아 상공을 향해 출격했으며 이탈리아도 8대의 전투기가 언제든 출격할 수 있도록 배치해 두고 있다. 상황이 급박하게 돌아가자 리비아 정부는 2차 공습이 발표되자 즉각 휴전을 발표했으며 각 부대에 휴전명령을 준수할 것을 요구했다. 리비아 대통령 카다피는 20일 새벽에 리비아 국영TV를 통한 육성 메시지에서 서방국들의 군사작전을 '리비아 식민지화를 위한 공격'으로 규정하고 결사항전 의지를 밝혔다. 그는 연설에서 "우리는 길고 지루한 전쟁을 약속한다"며 "모든 리비아인은 단결됐고, 리비아 남녀에게는 무기와 폭탄이 지급됐다"고 위협했다.

##### 3월 21일
다국적군은 3일째 3차 공습을 시작했다. 리비아의 수도 트리폴리에서 밤9시부터 폭발음과 대공포 사격소리가 공습이 시작 되었음을 알려주었다. 대공포의 사격소리는 트리폴리의 북부와 동부, 남부에서 들렸다. 카다피의 관저가 다시 한번 공격을 받았으며, 트리폴리에서 서쪽으로 30 km 떨어진 군사기지가 폭격을 당했다. 또한 동쪽 리비아군의 공군기지 두 곳의 레이다 시설이 다국적군의 폭격을 파괴 되었다. 트리폴리의 국영TV 방송국 인근의 해군기지 역시 공습을 받았으며, 샤브항의 송유관도 공격을 받았다. 공습직후에 리비아 정부 대변인은 기자회견을 통해 "즉각 정전을 선언하고 군사행동을 중단했음에도 불구하고 서방 국가들이 계속해서 공습을 하고 있고, 리비아의 민간 공항과 항구들이 대부분 파괴었다."라고 말했다.

##### 3월 22일
다국적군은 비행 금지구역을 확대 했으며, 토마호크 크루즈 미사일을 추가로 24발 미국과 영국의 잠수함에서 발사했다. 이로써 리비아 군사시설을 겨냥한 토마호크 크루즈 미사일 공격은 160기로 늘어났다. 이날 미 공군기 F-15E 스트라이크 이글이 기체결함으로 리비아 북동부에 추락 하였으며, 조종사 2명은 탈출하였으며, 한명은 반군이 먼저 발견하고 구조하였으나 나머지 한명은 탐색중에 있다. 한편 미국의 로버트 게이츠 국방장관은 수일내아 군사작전에서 미군의 역할을 축소할 것이라고 밝혔다.

##### 3월 23일
다국적군의 4차 공습이 시작되었으며, 리비아 상공의 비행금지구역을 벵가지에서 트리폴리까지 확대하는 방안도 검토하기로 하였다. 공습으로 수세에 몰렸던 카다피 군은 반격에 나서 수십대의 탱크가 서부지역에 포탄을 퍼부었으며, 저격수들도 조준사격에 나서면서 인명피해가 커져 340여명의 사상자가 난 것으로 알려졌다.

##### 3월 24일
새벽4시쯤 다국적군은 수도 트리폴리에 5차 공습이 개시하였고, 북대서양조약기구(NATO)는 리비아에 대한 해상봉쇄를 시작하였다. 다국적군의 공습때문에 모습을 감췄던 카다피가 다시 나타나 연설을 통해 "우리는 물러서지 않을 것이며, 수단과 방법을 가리지 않고 다국적군과 반군을 물리칠 것."이라고 결사항전의 의지를 재확인 시켰다. 한편 리비아 동부에 거점을 둔 반군은 임시정부 출범을 준비하고 있다.

## 작전 참여 국가

### 다국적군 및 리비아 과도정부
- 벨기에 국군
  - 벨기에 공군
    - F-16AM, 15MLU 팔콘 전투기 6기가 그리스의 아라녹스 공군기지로부터 작전을 수행했다.
- 캐나다 군
  - 왕립 캐나다 공군[14]
    - 도합 440명의 군인이 배치되었다.
    - CF-188 호넷 전투기 7기가 이탈리아 트라파니로부터 작전을 수행했다.
    - 에어버스 CC-150 폴라리스 공중급유기 2기가 이탈리아 트라파니로부터 작전을 수행했다.
    - 록히드 CP-140 아우로라 해상초계기 2기가 이탈리아 시칠리아섬 시그넬라 해군기지로부터 작전을 수행했다.
    - 보잉 C-17 글로브마스터III 수송기 2기
    - CC-130J 슈퍼 허큘리스 전략 수송기 2기

  - 왕립 캐나다 해군[14]
    - 구축함 HMCS 찰롯타운[15]

  - JTF2[14]
    - 리비아에 침투한 영국의 SAS 및 SBS와 협력하여 작전을 펼쳤다.
- 덴마크 방위군[16]
  - 왕립 덴마크 공군
    - F-16 파이팅 팔콘 6기가 이탈리아의 시그넬라 해군기지로부터 작전을 수행했다.
    - 록히드 마틴 C-130J 허큘리스 군용 수송기 1기
- 이탈리아 국군
  - 이탈리아 공군[17]
    - 파나비아 토네이도 전투기 4기가 방공제압작전을 이탈리아의 트라파니 공군기지로부터 작전을 수행했다.
    - F-16 파이팅 팔콘 전투기 4기가 이탈리아의 트라파니 공군기지로부터 작전을 수행했다.
    - 파나비아 토네이도 전투기 2기가 침입탐지 장비를 소지하고 공중급유를 받으면서, 이탈리아의 트라파니 공군기지로부터 작전을 수행했다. (이탈리아의 단독작전으로 미군의 지휘를 받지 않았다.)
    - C-130J 슈퍼 허큘리스 1기가 공중급유를 이탈리아의 트라파니 공군기지로부터 수행했다.(이탈리아의 단독작전으로 미군의 지휘를 받지 않았다.)
- 네덜란드 국군
  - 왕립 네덜란드 공군[18][19]
    - F-16 파이팅 팔콘 6기가 이탈라이의 Decimomannu 공군기지로부터 작전을 수행했다.
    - 맥도널드 더글러스 DC-10 공중급유기 1기
- 노르웨이 국군[20][20][21][21]
  - 노르웨이 공군
    - F-16 파이팅 팔콘 6기가 크레타 섬의 소우다만 소우다 공군기지로부터 작전을 수행했다.[22]
    - C-130J 슈퍼 허큘리스 군용 수송기 2기가 노르웨이 군을 지원했다.[23]
- 카타르 국군
  - 카타르 에미리 공군[24]
    - 다소 미라주 2000 전투기 2기가 크레타섬의 소우다만 소우다 공군기지로부터 작전을 수행했다.
    - 보잉 C-17 글로브마스터III 전략 수송기 2대
- 스페인 국군[25]
  - 스페인 공군
    - 맥도넬 더글러스 F/A-18 호넷 전투기 4대가 이탈리아의 Decimomannu 공군기지로부터 작전을 수행했다.
    - 보잉 707 공중급유기 1대
    - CN-235 해양초계기 1대[26]

  - 스페인 해군[27]
    - F-104 Méndez Núñez 이지스 구축함의 방공작전.
    - S-74 트라몬타나의 해상봉쇄
- 아랍 에미리트 국군[28]
  - 아랍에미리트 공군
    - F-16 파이팅 팔콘 전투기 6기가 이탈리아의 Decimomannu 공군기지로부터 작전을 수행했다.
    - 닷소 미라주 2000 전투기 6기가 이탈리아의 Decimomannu 공군기지로부터 작전을 수행했다.
- 미국 국군
  - 미 해군[29]

### 카다피 측 및 리비아 정부군과 용병
- 리비아 - 카다피의 정부군

## 피해 상황

### 카다피 측
- 카다피 측에서는 48명 사망, 150여명 부상으로 피해가 집계된 상태이다.

### 다국적군 및 과도정부
- 과도정부 측은 리비아 시위 발발 때부터 수만명이상이 사망한 것으로 알려져 있다.
- 프랑스 전투기 1대가 추락했다는 설이 있다.[30]

## 전 세계 각 국가들 및 국제기구들의 입장 표명

### 반카다피
- 유엔 - 반기문 유엔사무총장은 2월 21일, 카다피에게 전화통화를 하여 폭력 행위의 확대에 강한 유감을 표명하였고, 나바네셈 필라이(Navanethem Pillay) 유엔인권고등판무관은 인도에 반한 죄의 가능성을 언급하면서 경고하고, 시민에 대한 폭력 행위의 중지를 요구하였다.

- 유럽 연합 - 각국의 외무부 장관들은 반정부 시위 참여자에 대한 탄압을 비난하였다.

- 프랑스 - 프랑스의 사르코지 대통령은 3월 10일에 리비아의 정식정부는 반정부 세력인 리비아 과도국가위원회라고 발표하였다.

- 미국 - 버락 오바마 대통령은 리비아 정부에 의한 강제 탄압을 비난하였고, 힐러리 클린턴 국무장관은 리비아 정부에 의한 반정부 시위 탄압을 강하게 비난하고 인권 존중을 요구하였다.

- 독일 - 독일 앙겔라 메르켈 총리는 리비아 국가과도위원회를 "합법적인 정부"로 인정하였다.

- 러시아 - 리비아 군사개입에 대해 "유감이다"라고 성명을 발표했다. 카다피 정권과 반체제 인사, 군사 개입 참여 국가들에게 민간인에게 피해를 주지 않고 가능한 한 조속하게 무력 행사를 중지하도록 요청했다. 또한 리비아에 대한 무력 행사를 승인하는 유엔안전보장이사회 결의에서 기권했다. 그러나 나중에는 NTC를 리비아의 유일한 합법 정부로 인정했다.

- 바티칸 시국 - 교황 베네딕토 16세는 리비아 국민의 안전과 안위에 대한 우려를 나타낸 뒤 무기가 동원되는 현실을 안타까워하며 리비아의 북아프리카 지역 전체에 평화가 돌아오도록 기도한다고 밝혔다. 교황은 카다피 정부군과 반군은 물론 서방 연합군을 조합한 모든 세력을 우려하면서 “국제기구들과 정치적·군사적 책임을 지고 있는 사람들은 즉각 대화를 시작하고 무기사용을 중단해야 한다”고 호소했다.

- 이집트 - 2011년 이집트 혁명에 참여했던 4월 6일 청년 운동을 중심으로, 페이스북을 통해 의약품 등을 리비아에 보내는 지원을 호소하고 있다.

- 대한민국 - 장기간 내전상황에 있는 리비아 국민들에 대한 인도주의적 구호차원에서, 리비아에 진출한 16개 한국 업체가 자발적으로 50만불 규모의 구호물자를 지원하기로 결정하였다. 그리고 이와는 별도로 정부도 100만불 규모의 인도적 지원 실시 계획을 발표하였다.

- 일본 - 일본의 마에하라 세이지 외무대신은 2월 22일에 있었던 기자 회견에서 다수의 사상자가 발생한 리비아 정세에 대해 "리비아 정부에 의해 뚜렷하게 드러나는 폭력이 방치되고 있다는 것을 강하게 비난한다"라고 표명하였다.

- 중화인민공화국 - 반군을 지원하는 나토가 대(對)리비아 군사작전을 펼치는 것에 줄곧 반대해왔으며, 유엔 안전보장이사회 5개 상임이사국 중 이날까지 유일하게 NTC를 합법 정부로 인정하지 않고 있었다. 그러나 리비아 내전 사태가 장기전으로 치닫자 리비아 정부와 반군을 동시에 접촉하였으며, 결국 NTC를 "리비아 국민을 대표하는 합법적인 정부"로 인정했다.

### 친카다피
- 조선민주주의인민공화국 - 1974년 리비아와 수교한 이래 나란히 미국에 맞선다는 기치를 내건 데다 정치체제상 독재정권이고 권력의 부자세습을 추진하는 등 공통점이 적지 않아 정치·군사적으로 우호적 관계를 강화했다. 이런 카다피와의 끈끈한 관계를 의식하여 북한 매체는 나토군의 리비아 공습을 전쟁 범죄로 규정하며 맹비난하고 있다.

- 베네수엘라 - 베네수엘라의 차베스 대통령은, 카다피를 지지하며 리비아에는 카다피의 리비아 정부가 유일하다는 카다피에 대한 지지를 표했다.

- 쿠바 - 쿠바는 카다피가 유일한 합법정부이며, 국가과도위원회를 인정하지 않겠다고 했다.

## 결과 및 영향
현재 리비아 봉기 및 오디세이 새벽 작전은 3월 20일 현재 진행형이다.

### 평가
100년 후의 저자이자 군사 전문가인 조지 프리드먼은, 유엔 안보리가 지상에 대한 점령은 금지하고 공습만 승인했음에도 불구하고, 전쟁은 항상 점령이었다면서, 이번에도 결국은 지상전으로 가게 될 것이라고 예측했다.
유엔 안보리의 결의 이전에, 힐러리 미국 국무장관은, 리비아 비행금지구역은 실효적인 안이 아니라면서, 예전에 이라크, 세르비아에서도 비행금지구역을 설치했었는데, 두 지도자 모두 축출하는데 실패한 적이 있다고 말했다.
유엔 안보리는 "민간인 보호를 위해 필요한 모든 조치"를 승인했기 때문에, 지상군 투입도 가능하다는 견해가 있다. 그러나 안보리는 "외국 군대가 리비아 영토의 어떤 부분을 어떤 형태로든 점령하는 것은 배제한다"는 규정도 두었다. 미국은 처음부터 1800명의 해병대가 탑승하는 와스프급 강습상륙함 1척과 900명의 해병대가 탑승하는 오스틴급 상륙함 1척도 참전시켰다.

## 같이 보기
- 2011년 리비아 봉기
- 리비아 내전
- 유엔 안보리 결의 제1973호
- 아랍의 봄